# Maddison Elliott
Maddison Elliott, OAM (Newcastle, Nova Gal·les del Sud, Austràlia, 3 de novembre de 1998) és una nedadora de natació adaptada australiana. Als Jocs Paralímpics de Londres 2012, es va convertir en la medallista paralímpica australiana més jove en guanyar medalles de bronze en les proves femenines de 400 m i 100 m estil lliure de S8. Després es va convertir en la medallista d'or australiana més jove quan va ser membre de l'equip femení de relleus de 4 × 100 m estil lliure de 34 punts. Als Jocs Paralímpics de Rio de Janeiro 2016, va guanyar tres medalles d'or i dos de plata.

## Vida personal
Maddison Gae Elliott va néixer el 3 de novembre de 1998 a Newcastle, Nova Gal·les del Sud. Té paràlisi cerebral al costat dret del seu cos, com a resultat d'un vessament cerebral neonatal, se li va diagnosticar la malaltia quan tenia quatre anys. A més a més de la natació, va participar en l'atletisme i l'any 2010 tenia sis rècords de classificació de grups per edat a Austràlia. Al 2016, vivia a Gillieston Heights, Nova Gal·les del Sud, i era estudiant de 12 anys al Bishop Tyrrell Anglican College. Té una germana més gran, Dimity Elliott.

## Natació
Elliott va ser originàriament una nedadora classificada S8 però el 2017 va ser reclassificada com a S9. És membre del Club de Natació Nuswim, va començar a nedar quan tenia sis mesos d'edat, i va començar la natació competitiva el 2009. Va debutar a l'equip nacional aquell mateix any als Jocs Paralímpics Juvenils, on va guanyar cinc medalles d'or.

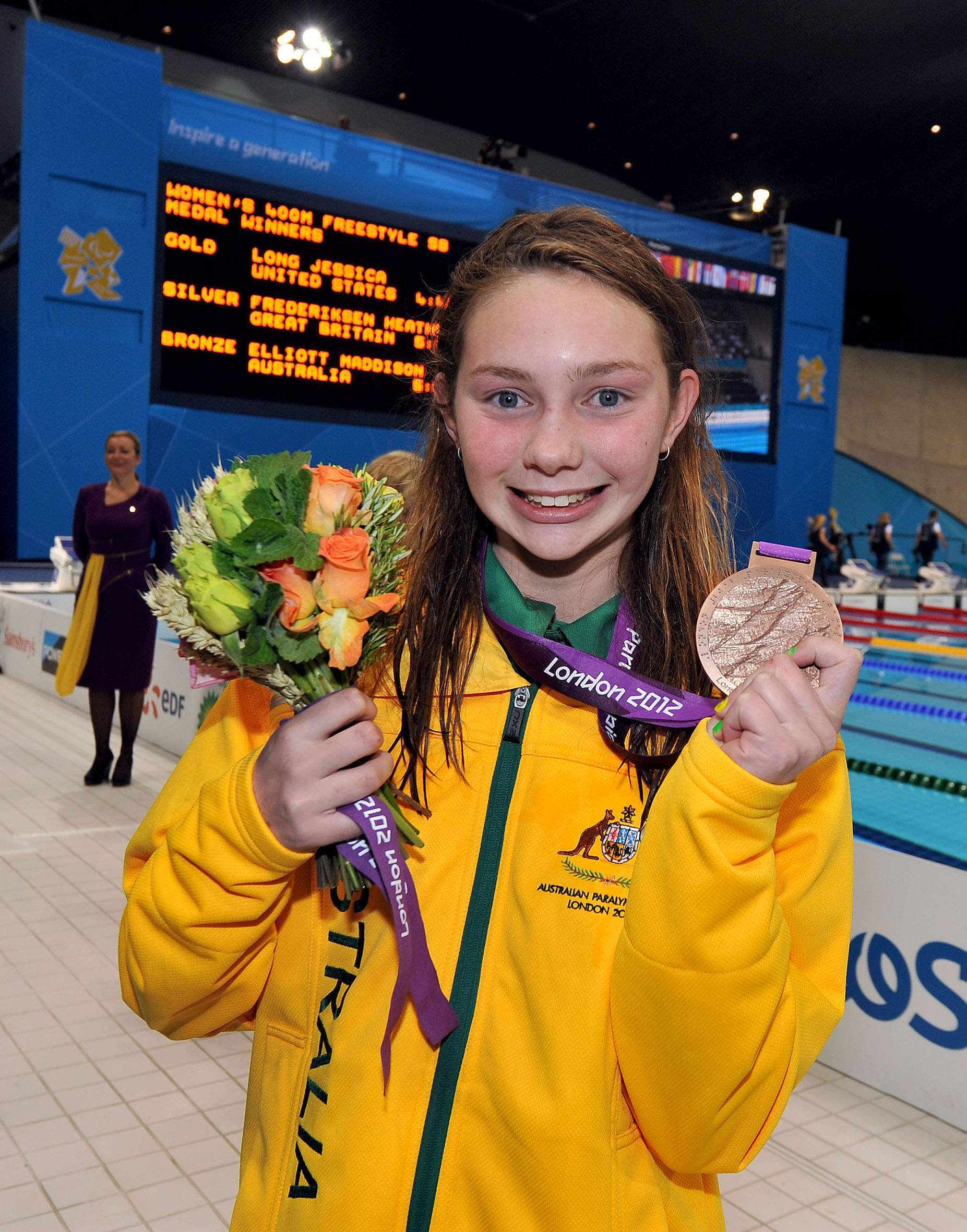
Elliott als Jocs Paralímpics d'estiu de 2012.

Al 2010, Elliott ostentava tres rècords de classificació de grups d'edat a Austràlia, i als Campionats de Natació de Longitud Llarga de Nova Gal·les del Sud de 2010, va obtenir cinc primers llocs. Va representar a Austràlia als Campionats Paralímpics d'Oceania del 2011, i més tard aquest mateix any va competir als Campionats de Natació Multiclasse d'edat d'Austràlia celebrats a Canberra. En aquest esdeveniment, va guanyar una medalla de bronze, cinc de plata i tres d'or. Va ser seleccionada per representar a Austràlia als Jocs Paralímpics de Londres 2012 en natació.
El 31 d'agost de 2012 al Centre Aquàtic de Londres, Elliott va retallar 23 segons del seu millor temps personal en guanyar una medalla de bronze als S8 400 m lliures. Després va guanyar la plata en els 50 m lliures de S8, el bronze als 100 m lliures de S8 i l'or als}relleus de 4x100 m lliures per a dones, amb 34 punts,sent així, als 13 anys, l'australiana més jove en guanyar una medalla paralímpica, superant Anne Currie, o una medalla d'or, un rècord que abans posseïa Elizabeth Edmondson. Després es va reunir amb el Príncep Harry i li va regalar una mascota paralímpica «Lizzi», la mascota del Comitè Paralímpic Australià i dels Jocs Paralímpics de Sídney 2000. Això va donar lloc a que el Cap de la Missió australiana, Jason Hellwig, presentés oficialment Lizzi al President del Comitè Organitzador dels Jocs Olímpics i Paralímpics de Londres 2012 (LOCOG), Sebastian Newbold Coe, qui li va donar a canvi un Wenlock i Mandeville.
Al novembre de 2012, Elliott i Rheed McCracken, els membres més joves de l'Equip Paralímpic de 2012, van ser nomenats junts Atleta Junior Paralímpic de l'Any. Va guanyar medalles d'or en les proves femenines de 50 i 100 m estil lliure S8 i una medalla de plata en les proves femenines de 400 m estil lliure S8 al Campionat Mundial de Natació Adaptada de l'IPC d'agost de 2013 a Mont-real (Canadà) i va rebre una Medalla de l'Orde d'Austràlia en els Premis del Dia d'Austràlia de 2014 «pel servei com a medalla d'or als Jocs Paralímpics de Londres 2012».

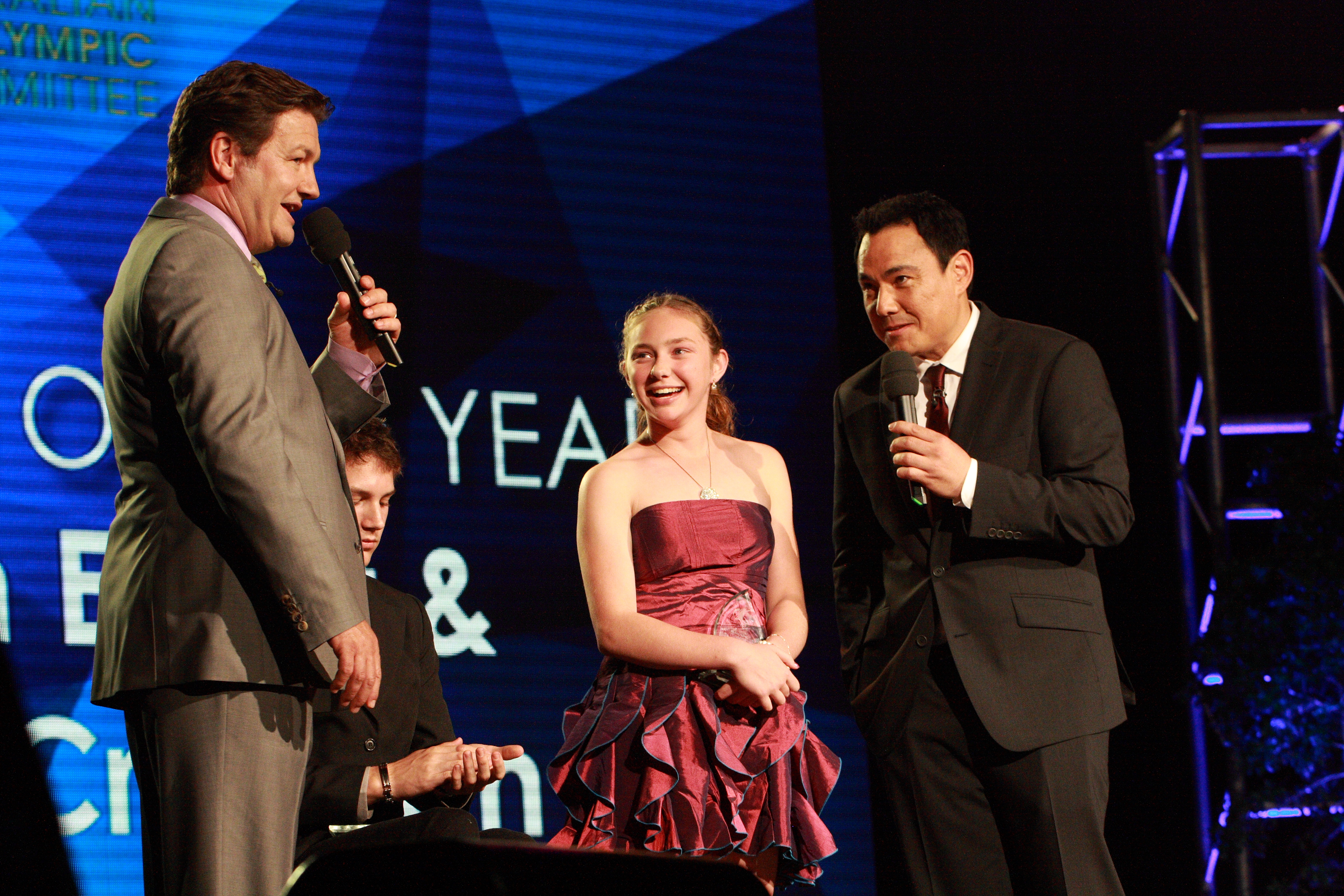
Elliott als Jocs Paralímpics de Londres 2012.

Elliott va guanyar una medalla d'or als Jocs de la Mancomunitat de 2014 a Glasgow, als 100 m S8 estil lliure femení en un temps rècord mundial d'1:05.32, trencant el rècord establert per Jessica Long el 2012.
Als Campionats Mundials de Natació de l'IPC de 2015, Elliott va guanyar les medalles d'or als 50 m lliures de S8, als 100 m lliures de S8 en un temps rècord mundial de 1.04. 71, 100 m esquena S8 i 4 × 100 m estil lliure relleu 34 punts, medalles de plata als 400 m estil lliure S8 i 4 × 100 m estil lliure relleu 34 punts i una medalla de bronze als 100 m papallona S8.

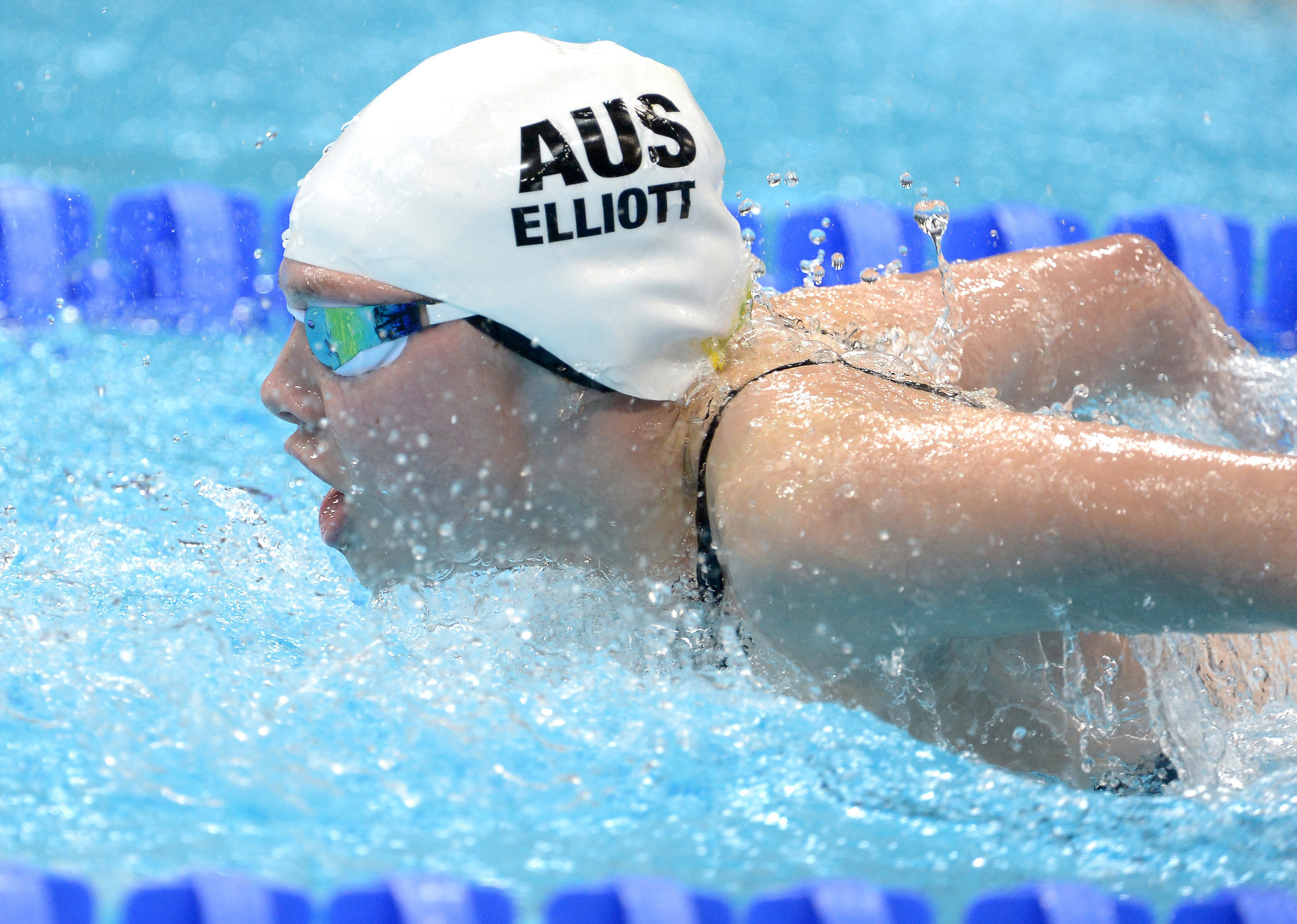
Elliott als Jocs Paralímpics del 2012 a Londres.

El seu èxit als Campionats Mundials de l'IPC la va portar a ésser premiada com a Nedadora Paralímpica de l'Any 2015 de la Natació Australiana.25 Al novembre de 2015, va ser premiada com a Atleta Regional de l'Any de l'Institut d'Esports de Nova Gal·les del Sud.26
Als Jocs Paralímpics de Rio de Janeiro 2016, va formar part de l'equip que va guanyar l'or en el temps rècord mundial al relleu 4 x 100 estil lliure de 34 punts, juntament amb Ellie Cole, Lakeisha Patterson i Ashleigh McConnell. Va guanyar la seva primera medalla d'or paralímpica individual en guanyar els 100 metres estil lliure S8 en un temps rècord paralímpic d'1:04.73, i va seguir amb l'or als 50 metres estil lliure esquena S8 i 4 x 100 Medley Relay 34 punts. Darrere] l'èxit d'Elliot als Jocs Paralímpics de Rio de Janeiro, a començaments de desembre va ser coronada com l'Atleta Paralímpica Australiana de l'Any, el que suma a la seva impressionant llista d'honors.
Al 2017, Elliott va ser reclassificada com a S9 i posteriorment no va ser seleccionada als equips australians als Jocs de la Mancomunitat de 2018 i als Campionats Mundials de Natació Paralímpica. Al 2019, Elliott va informar que va ser objecte d'assetjament |cibernètic com a resultat de problemes de classificació.

## Honors
- 2012 - Atleta paralímpica júnior australiana de l'any.
- 2014 - Medalla de l'Orde d'Austràlia.
- 2015 - Nedador paralímpic de l'any als premis Swimming Austràlia.
- 2015 - Atleta regional de l'any de NSWIS.
- 2015 - Atleta NSW de l'any amb discapacitat.[1]
- 2016 - Nedador paralímpic de l'any als premis Swimming Austràlia.[2]
- 2016 - Atleta femenina de l'any de NSWIS, Atleta regional de l'any de NSWIS, Atleta júnior de l'any de NSWIS.[3]
- 2016 - Atleta femenina paralímpica australiana de l'any.[4]